# Eunidia okahandjae
Eunidia okahandjae är en skalbaggsart som beskrevs av Stefan von Breuning 1943. Eunidia okahandjae ingår i släktet Eunidia och familjen långhorningar. Inga underarter finns listade i Catalogue of Life.